# Aulogymnus hyalopterus
Aulogymnus hyalopterus är en stekelart som beskrevs av Zhu, Lasalle och Huang 1999. Aulogymnus hyalopterus ingår i släktet Aulogymnus och familjen finglanssteklar. Inga underarter finns listade.